# REN21
Das Renewable Energy Policy Network for the 21st Century (REN21; deutsch: Netzwerk für erneuerbare Energien des 21. Jahrhunderts) ist ein politisches Netzwerk mit Sitz in Paris. REN21 versteht sich als Austauschsforum für Ideen und Informationen sowie zur Unterstützung und Bildung von Kooperationen und Aktivitäten im Bereich des Sektors der Erneuerbaren Energien, deren Ausbau und Verbreitung international vorangetrieben werden soll. Getragen wird REN21 von der GIZ und unterstützt von der IEA und der UNEP.

## Geschichte
Das Netzwerk wurde 2005 durch einen Impuls auf der Internationalen Konferenz für erneuerbare Energien in Bonn etabliert. Es ist die Nachfolgeorganisation der Konferenz zu Erneuerbare Energien (renewables 2004) in Bonn. Mitglieder bestehen aus internationalen Institutionen, Wissenschaftler, Nichtregierungsorganisationen und Privatleuten.

## Tätigkeit
REN21 gibt Statusberichte über erneuerbare Energien, Politikentwicklung und Marktberichte heraus, beispielsweise den Renewables Global Status Report („Globaler Statusbericht zu erneuerbaren Energien“), der als Standardwerk der Erneuerbare-Energien-Branche gilt. Des Weiteren werden regionale Analysen erstellt; beispielsweise zur MENA-Region. Eine Untersuchung der Zukunftsszenarien für erneuerbare Energien wurde zuletzt unter dem Titel “Renewables Global Futures Report” veröffentlicht. REN21 sammelt und veröffentlicht zudem Daten und Statistiken der Branche. Darüber hinaus ist das Netzwerk mandatiert, internationale Selbstverpflichtungen zu betreuen.

## Kooperationen
Der Verein kooperiert zudem mit anderen Organisation. So verfügt der REN21 Renewables Global Status Report über eine Partnerbericht in Form des Global Trends in Renewable Energy Investment Report (GTR) des Frankfurt School – UNEP Collaboration Centre for Climate & Sustainable Energy Finance. Weitere Zusammenarbeit findet mit dem Umweltprogramm der Vereinten Nationen (UNEP), der IEA, ADB, der Weltbank und IRENA statt. Darüber hinaus ist REN21 Partner des Global Tracking Framework.
Der Verein ist zudem verantwortlich für die Koordination der biannuellen International Renewable Energy Conference (IREC). Die nächste Konferenz wird 2015 in Südafrika stattfinden (SAIREC).